# Воробйовка (Липецька область)
Воробйовка (рос. Воробьёвка) — село в Хлевенському районі Липецької області Російської Федерації.
Населення становить 993  особи. Належить до муніципального утворення Воробйовська сільрада.

## Історія
З 13 червня 1934 до 1954 року у складі Воронезької області. Відтак входить до складу Липецької області.
Згідно із законом від 2 липня 2004 року №114-оз органом місцевого самоврядування є Воробйовська сільрада.

## Населення
| 2009 | 2010  | 2012  | 2013 | 2014  | 2015 | 2016 |
| ---- | ----- | ----- | ---- | ----- | ---- | ---- |
| 1136 | ↘1047 | ↘1028 | ↘988 | ↗1002 | ↘981 | ↗982 |
| 2017 | 2018  |       |      |       |      |      |
| ↗997 | ↘993  |       |      |       |      |      |